# أويا للطيران
أويا للطيران هي شركة طيران ليبية، تم إحداثها في سنة 2021.

## الوجهات
| المطار              | الوجهات                                              |
| ------------------- | ---------------------------------------------------- |
| مطار معيتيقة الدولي | تونس - إسطنبول - جدة - الإسكندرية - دبي - سبها - غات |
| مطار بنينا الدولي   | سبها                                                 |

## الأسطول
| الطائرة        | في الخدمة | الترقيم |
| -------------- | --------- | ------- |
| إيرباص إيه 330 | 1         | 5A-OSA  |
| إيرباص إيه 320 | 1         | 5A-EMA  |